# NGC 4027
NGC 4027 es una galaxia espiral barrada (SBd) localizada en la dirección de la constelación de Corvus. Posee una declinación de -19° 15' 57" y una ascensión recta de 11 horas, 59 minutos y 30,5 segundos.
La galaxia NGC 4027 fue descubierta el 7 de febrero de 1785 por William Herschel.